# جالينارو
جالينارو، وهي كوموني (البلدية) في مقاطعة فروزينوني في منطقة لاتسيو في الايطاليا. وهي حوالي 110 كيلومتر (68 ميل) شرق روما وحوالي 40 كيلومتر (25 ميل) شرق فروزينوني.

## جغرافية
تقع جالينارو في وادي كومينو ويمر عبر نهر ريو مولو رافد نهر ملفا. تقع على حدود بلديات الفيتو واتينا و بيكينيسكو وسان داناتو فال دي كومينو وسيتفراتي. تبعد البلدة 21 كيلومتر (13 ميل) من سورا، 25 كيلومتر (16 ميل) من كاسينو، 48 كيلومتر (30 ميل) من فروزينوني و138 كيلومتر (86 ميل) من روما.

## التاريخ
ذكرت المدينة لأول مرة عام 1023، ربما أسسها كونتات سورا. في عام 1067 أصبحت من أملاك أكينو. تم بناء حرم القديس جيرارد في القرن الثالث عشر.

## المعالم السياحية الرئيسية
- البلدة القديمة [3]
- مزار القديس جيرارد (القرن الثاني عشر) [4]
- كنيسة القديس يوحنا (القرن الرابع عشر) [5]
- الطفل يسوع من جالينارو [6]

## أشخاص
- لوريتو أبروسيزي ( 1765-1833 ) ، عالم لاهوت وفقيه
- باولو توليو (1949-2015) ، طاهٍ، صاحب مطعم، ناقد

## روابط خارجية
- الموقع الرسمي باللغة الإيطالية
- مكتب سياحة غالينارو باللغة الإيطالية